# Jordan-Chevalley-Zerlegung
Die Jordan-Chevalley-Zerlegung (gelegentlich auch Dunford-Zerlegung) ist wichtig für das Studium von Lie-Algebren und algebraischen Gruppen. Benannt ist sie nach Marie Ennemond Camille Jordan und Claude Chevalley.
Unter der (additiven) Jordan-Chevalley-Zerlegung eines Endomorphismus {\displaystyle x\colon V\rightarrow V} eines endlichdimensionalen Vektorraums {\displaystyle V} über einem algebraisch abgeschlossenen Körper versteht man die Summe {\displaystyle x=x_{s}+x_{n}}, worin {\displaystyle x_{s}} ein halbeinfacher (also diagonalisierbarer) und {\displaystyle x_{n}} ein nilpotenter Endomorphismus sind, die miteinander kommutieren, das heißt {\displaystyle x_{s}x_{n}=x_{n}x_{s}}.
Ist allgemeiner {\displaystyle L} eine halbeinfache Lie-Algebra (mit Lie-Klammer {\displaystyle [\cdot ,\cdot ]}) über einem algebraisch abgeschlossenen Körper der Charakteristik 0 und {\displaystyle x\in L}, so bezeichnet man {\displaystyle x=x_{s}+x_{n}} als (additive abstrakte) Jordan-Chevalley-Zerlegung, falls gilt: Der Endomorphismus {\displaystyle \operatorname {ad} (x_{s})} ist halbeinfach, der Endomorphismus {\displaystyle \operatorname {ad} (x_{n})} ist nilpotent, und es gilt {\displaystyle [x_{s},x_{n}]=0}. Darin wird für jedes {\displaystyle y\in L} die Abbildung {\displaystyle \operatorname {ad} (y)} folgendermaßen definiert:
{\displaystyle \operatorname {ad} (y)\colon L\rightarrow L\ ,\ z\mapsto [y,z]},
welches ein Endomorphismus von {\displaystyle L} ist.
Die Jordan-Chevalley-Zerlegung existiert in den oben angegebenen Fällen und ist eindeutig. Zudem stimmen beide Definitionen im Fall {\displaystyle L=\operatorname {End} (V)}, versehen mit der Lie-Klammer {\displaystyle [f,g]:=fg-gf}, überein.
Die multiplikative Zerlegung stellt einen invertierbaren Operator als Produkt seiner kommutierenden halbeinfachen und unipotenten Anteile dar. Diese erhält man leicht aus der oben angegebenen additiven Zerlegung:
{\displaystyle x=x_{s}+x_{n}=x_{s}\cdot (1+x_{s}^{-1}x_{n})}.
Man beachte, dass {\displaystyle x_{s}} invertierbar ist, denn {\displaystyle x} kann als invertierbarer Endomorphismus nicht den Eigenwert 0 haben, und dass {\displaystyle x_{s}^{-1}x_{n}} wegen der Vertauschbarkeit der Faktoren ebenfalls nilpotent und {\displaystyle 1+x_{s}^{-1}x_{n}} damit unipotent ist.